# Angra Mainju
Angra Mainju ali Ahriman (perzijsko اهريمن) je v perzijski mitologiji bog zla oziroma teme in se neprestano bori z Ahura-Mazdo.